# Tortula appressa
Tortula appressa är en bladmossart som beskrevs av Mitten 1869. Tortula appressa ingår i släktet tussmossor, och familjen Pottiaceae. Inga underarter finns listade i Catalogue of Life.